# Șepreuș
Șepreuș (en hongrois : Seprős, en allemand : Besendorf) est une commune du județ d'Arad, Roumanie qui compte 2 481 habitants.
La commune est composée du village de même nom, Șepreuș.

## Culture
D'après le recensement de 2011, la commune compte 2 481 habitants, en baisse par rapport au recensement de 2002 où elle en comptait 2 472.